# Darnieulles
Darnieulles é uma comuna francesa na região administrativa de Grande Leste, no departamento de Vosges. Estende-se por uma área de 10,1 km². Em 2010 a comuna tinha 1 429 habitantes (densidade: 141,5 hab./km²).